# M87*
Pour les articles homonymes, voir M87.
M87* est le trou noir supermassif situé au centre de la galaxie elliptique supergéante M87 (également appelée Messier 87 ou Virgo A). C'est le premier trou noir à être imagé par interférométrie à très longue base, le 10 avril 2019, par l'équipe de l'Event Horizon Telescope.

## Désignation et nom
Ce trou noir est désigné M87* : « M87 », car il s'agit de sa galaxie hôte et « * » en tant que source quasi-ponctuelle d'ondes radio.
Il pourrait être baptisé « Pōwehi », un nom hawaïen signifiant « source sombre embellie de création sans fin ». Ce nom est dérivé du Kumulipo, le chant primordial décrivant la création de l'univers hawaïen. Pō, « source sombre et profonde d'une création sans fin », est un concept souligné et répété dans le Kumulipo, tandis que wehi, ou wehiwehi, « honorée d'embellissements », est l'une des nombreuses descriptions du pō dans le chant,. Ce nom reflète le rôle des observatoires du Mauna Kea dans la création de l'image par l'EHT et a été créé par ces observatoires hawaïens avec un professeur de l'Université de Hawaï. Il faut cependant noter que ce nom n'est ni officiel ni même approuvé par l'EHT en tant que tel, les principaux chercheurs de la collaboration n'ayant même pas été consultés.

## Masse et dimension
M87* a une masse estimée à 6,5 ± 0,7 milliards de masses solaires,. C'est l'une des masses les plus importantes pour ce type d'objet.
Le rayon de son horizon des événements est de 19 milliards de kilomètres soit 127 ua ou 17,6 heure-lumière, ou encore environ 2,5 fois la distance du Soleil à la ceinture de Kuiper.
Sa masse volumique moyenne est donc de : M / (4/3 π R3) ≈ 452 g m−3, soit environ celle de l'air au niveau de l'Everest.
La pesanteur évaluée au niveau de l’horizon du trou noir vaut : 1/4 c4 / (G M) = 3,025 648 1043 / M = 1/2 c2 / R = 4,493 776 1016 / R ≈  2 340 m/s2, soit ~239 g.

## Disque d'accrétion
Autour de ce trou noir se trouve un disque d'accrétion de gaz ionisé, qui est orienté perpendiculairement au jet. Ce gaz orbite autour du trou noir à des vitesses allant jusqu'à 1 000 km s−1. Le gaz tombe par accrétion dans le trou noir à un taux estimé à une masse solaire par dizaine d'années.
La limite inférieure du disque, déterminant le diamètre du disque sombre de l'image a 2,6 fois la taille de l'horizon du trou noir lui-même.
Le disque possède un diamètre maximal d'environ 0,12 pc (∼0,391 al), soit 24 800 ua ou 3,7 billions de kilomètres (3,7 × 1012 km), près de cent fois le diamètre du trou noir.

## Rotation du trou noir
Le paramètre de spin du trou noir a* (qui peut prendre des valeurs entre 0, pas de rotation, et 1, vitesse maximale) de M87* n'est pas connu avec précision.
Selon des méthodes différentes, les études donnent aussi bien un taux de rotation lent de l'ordre de 0,1, que très rapide de l'ordre de 0,98.
Une étude d'avril 2019 semble confirmer une rotation très rapide, avec un paramètre de spin a* = 0,9 ± 0,1, avec une inclinaison de 17°. Une telle rotation d'une telle masse donne une énergie de rotation de l'ordre de 1064 ergs (1057 joules), soit 3 % de la masse visible de notre Galaxie complètement transformée en énergie.

## Décalage par rapport au centre galactique
Le trou noir de M87 est décalé par rapport au centre galactique d'une distance d'environ 25 pc (∼81,5 al). Ce décalage est orienté dans la direction opposée à celle du jet, ce qui pourrait indiquer que le trou noir a été éjecté du centre par le jet. Une autre possibilité est que ce décalage soit intervenu durant la fusion de deux trous noirs supermassifs,.
Ces assertions sont incertaines : l'étude n'inclut pas les différences spectroscopiques entre les étoiles et le noyau galactique actif. Il est donc possible que la position apparente du centre de la galaxie vis-à-vis du trou noir soit mal interprétée par l'éclat optique du jet. En 2011, une étude de M87 n'a pas trouvé de déplacement statistiquement significatif.

## Historique

Simulations numériques en fausses couleurs d'un disque d'accrétion autour d'un trou noir statique de Schwarzschild selon différents angles de vue, par J.-A. Marck et J.-P. Luminet, 1989.

La galaxie M87 a été reconnue comme une galaxie à noyau actif dès les années 1950, grâce à la découverte de la radiosource Virgo A produite par un jet de gaz relativiste issu du cœur de la galaxie, suivie d’observations en rayons X effectuées par les télescopes spatiaux HEAO1 et Einstein, suggérant l’hypothèse d’un trou noir supermassif comme moteur de l’activité. En 1979, l’analyse de la dynamique stellaire proche du cœur a conduit à une première estimation de la masse du trou noir central de l’ordre de cinq milliards de masses solaires.
En 1979, Jean-Pierre Luminet a effectué la première visualisation numérique réaliste d’un trou noir entouré d’un disque d’accrétion et a conclu son article en prédisant que l’image simulée devrait s’appliquer au cas du trou noir central de M87 (qui n’avait pas encore été baptisé M87*). Une série d’images incluant de fausses couleurs et différents angles de vue ont été obtenues en 1989 sur la base des équations de Luminet par son collaborateur Jean-Alain Marck. L’image simulée correspondant à un angle de vue de 60° par rapport au plan du disque est en tous points conforme à l’image télescopique obtenue trente ans plus tard par l’Event Horizon Telescope.

### Articles scientifiques
- [Macchetto et al. 1997] (en) F. Duccio Macchetto, Alessandro Marconi, David J. Axon (en), Alessandro Capetti, William B. Sparks et Philippe Crane, « The Supermassive Black Hole of M87 and the Kinematics of Its Associated Gaseous Disk » [« Le trou noir supermassif de M87 et la cinématique de son disque gazeux associé »], The Astrophysical Journal, vol. 489, no 2,‎ novembre 1997, p. 579 (DOI 10.1086/304823, Bibcode 1997ApJ...489..579M, arXiv astro-ph/9706252).
- [Di Matteo et al. 2003] (en) Tiziana Di Matteo, Steven W. Allen, Andrew Christopher Fabian, Andrew S. Wilson et Andrew J. Young, « Accretion onto the Supermassive Black Hole in M87 » [« Accrétion sur la trou noir supermassif de M87 »], The Astrophysical Journal, vol. 582, no 1,‎ janvier 2003, p. 133–140 (DOI 10.1086/344504, Bibcode 2003ApJ...582..133D, arXiv astro-ph/0202238).
- [Gebhardt 2011] (en) Karl Gebhardt et al., « The Black-Hole Mass in M87 from Gemini/NIFS Adaptive Optics Observations » [« La masse du trou noir dans M87 à partir d'observations d'optique adaptative de Gemini/NIFS »], The Astrophysical Journal, vol. 729, no 2,‎ 2011 (DOI 10.1088/0004-637X/729/2/119, Bibcode 2011ApJ...729..119G, arXiv 1101.1954). Les co-auteurs de l'article sont, outre Karl Gebhardt, Joshua Adams, Douglas Richstone, Tod R. Lauer (en), Sandra Moore Faber, Kayhan Gültekin , Jeremy Murphy et Scott Tremaine.

#### Série «First M87 Event Horizon Telescope Results» (EHT 2019)
- [EHT 2019 I] (en) The Event Horizon Telescope Collaboration, « First M87 Event Horizon Telescope Results. I. The Shadow of the Supermassive Black Hole », The Astrophysical Journal, vol. 875, no 1,‎ 2019, p. L1 (ISSN 2041-8213, DOI 10.3847/2041-8213/ab0ec7, lire en ligne).
- [EHT 2019 II] (en) The Event Horizon Telescope Collaboration, « First M87 Event Horizon Telescope Results. II. Array and Instrumentation », The Astrophysical Journal, vol. 875, no 1,‎ 2019, p. L2 (ISSN 2041-8213, DOI 10.3847/2041-8213/ab0c96, lire en ligne).
- [EHT 2019 III] (en) The Event Horizon Telescope Collaboration, « First M87 Event Horizon Telescope Results. III. Data Processing and Calibration », The Astrophysical Journal, vol. 875, no 1,‎ 2019, p. L3 (ISSN 2041-8213, DOI 10.3847/2041-8213/ab0c57, lire en ligne).
- [EHT 2019 IV] (en) The Event Horizon Telescope Collaboration, « First M87 Event Horizon Telescope Results. IV. Imaging the Central Supermassive Black Hole », The Astrophysical Journal, vol. 875, no 1,‎ 2019, p. L4 (ISSN 2041-8213, DOI 10.3847/2041-8213/ab0e85, lire en ligne).
- [EHT 2019 V] (en) The Event Horizon Telescope Collaboration, « First M87 Event Horizon Telescope Results. V. Physical Origin of the Asymmetric Ring », The Astrophysical Journal, vol. 875, no 1,‎ 2019, p. L5 (ISSN 2041-8213, DOI 10.3847/2041-8213/ab0f43, lire en ligne).
- [EHT 2019 VI] (en) The Event Horizon Telescope Collaboration, « First M87 Event Horizon Telescope Results. VI. The Shadow and Mass of the Central Black Hole », The Astrophysical Journal, vol. 875, no 1,‎ 2019, p. L6 (ISSN 2041-8213, DOI 10.3847/2041-8213/ab1141, lire en ligne).

### Articles de vulgarisation
- Alain Riazuelo, « L'épopée d'une image historique », Pour la science, hors-série no 106,‎ février-mars 2020, p. 16-21.
- Heino Falcke, Lumière dans l'obscurité : Les trous noirs, l'Univers et nous, Buchet-Chastel, 2022.